# Замок Инуяма
За́мок Инуя́ма (яп. 犬山城 инуяма-дзё:) — замок в городе Инуяма, Япония. Расположен на холме над рекой Кисо, по которой проходит граница префектур Айти и Гифу. Замок Инуяма часто называют старейшим из японских замков. Главная башня замка внесена в список национальных сокровищ Японии.

## История
Слово «инуяма» дословно переводится с японского как «собачья гора». Замок имеет второе название «Hakutei Castle» («Замок белого императора»), это название замку было дано учёным Огю Сораем.
Считается, что основание замка было заложено еще в 1440 годах. Основные башни замка были построены в 1537 году Одой Нобуясу.
В 1891 году замок сильно пострадал от землетрясения. В 1895 году правительством Японии было принято решение вернуть замок наследникам рода Нарусэ для поддержания его в хорошем состоянии.
В 1965 году замок был разобран для капитального ремонта. После изучения деревянных балок было установлено, что два нижних этажа замка построены намного раньше верхних.

## Устройство замка

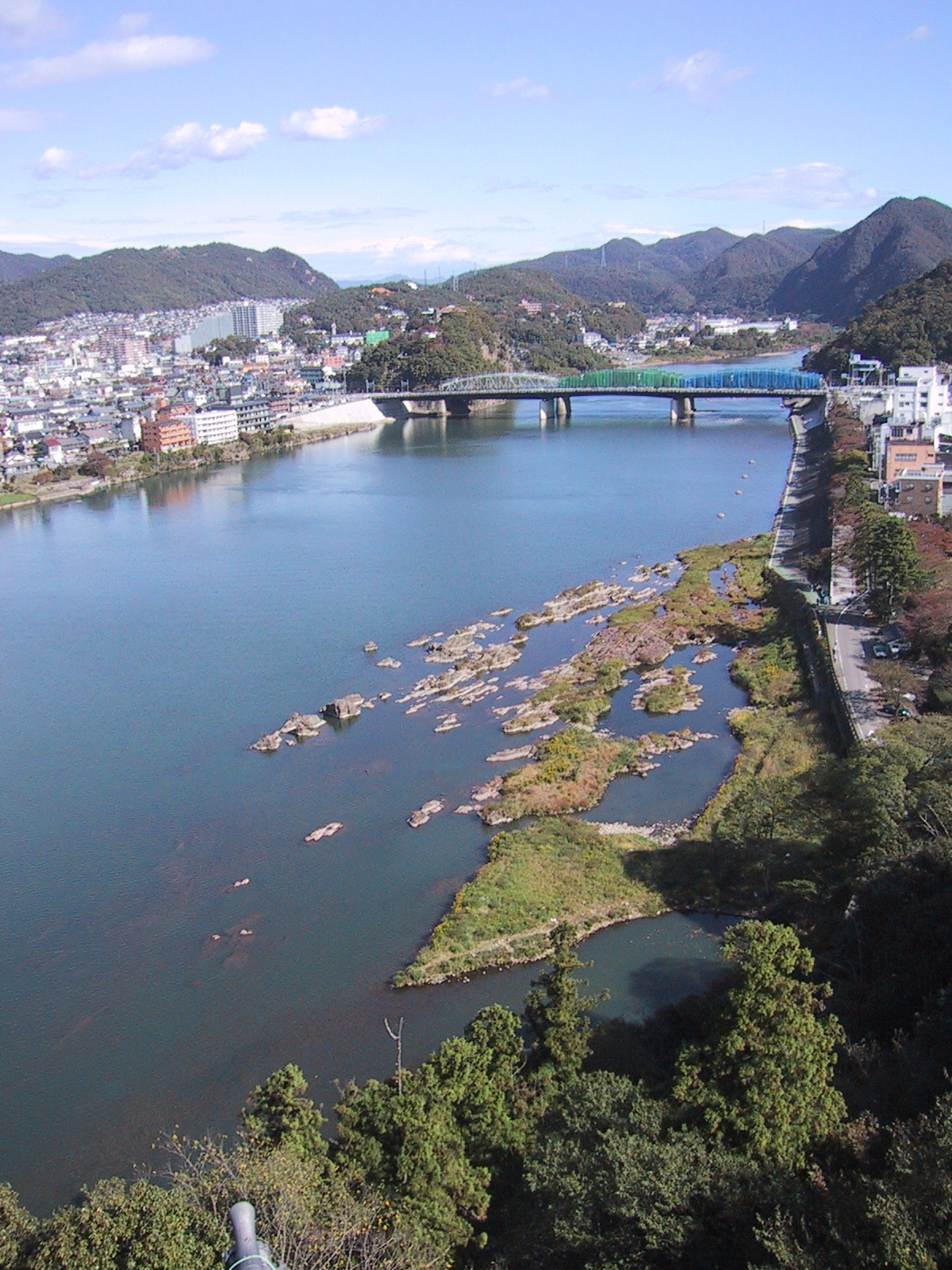
Вид на реку Кисо со смотровой площадки замка Инуяма

Замок Инуяма относится к равнинно-горному типу за́мков.
Состоит из трёх внешних ярусов, четырёх внутренних этажей и двух подвальных этажей.
Конструкция замка была сильно изменена — современные башни были построены в 1537 году. В 1617 году был достроен третий ярус.
Главная башня (тэнсю) выполнена в стиле эпохи Адзути-Момояма.
На первом этаже располагаются казармы для войска даймё. Они разделены на четыре помещения, окружённые круговым коридором, из которого часовой может следить за обстановкой. Второй этаж является оружейной для хранения резерва оружия и доспехов, а на третьем этаже находятся личные помещения. Со смотровой площадки верхнего яруса замка открывается вид на город Инуяма и реку Кисо.